# Declaración Conjunta Sino-Portuguesa
La Declaración Conjunta Sino-Portuguesa sobre la Cuestión de Macao o simplemente la Declaración Conjunta Sino-Portuguesa (en portugués: Declaração Conjunta Sino-Portuguesa sobre a Questão de Macau, en chino simplificado, 中华人民共和国政府和葡萄牙共和国政府关于澳门问题的联合声明) fue un tratado internacional entre la República Portuguesa y la República Popular de China firmado el 13 de abril de 1987. Su nombre completo es Declaración Conjunta del Gobierno de la República Portuguesa y del Gobierno de la República Popular de China sobre la Cuestión de Macao. La Declaración Conjunta estableció el proceso y las condiciones de la transferencia del territorio portugués de Macao a China, además de servir como fuente principal de los derechos fundamentales implementados en la Ley Básica de Macao, documento constitucional de Macao.

## Contexto
En 1557, Macao fue alquilado por Portugal al Imperio chino como puerto comercial, los portugueses administraron la ciudad durante más de tres siglos bajo autoridad y soberanía de China. En 1887, Portugal y la dinastía Qing firmaron el Tratado Sino-Portugués de Pekín, en el que China cedió a Portugal el derecho a la ocupación y gobierno de Macao.

## Contenido y garantías
La Declaración Conjunta Sino-Portuguesa se compone de 4 partes, y consideró a Macao como «territorio chino bajo administración portuguesa», y cuyo ejercicio de soberanía por parte de China sería reanudado el 20 de diciembre de 1999. Para ese momento, Macao se convertiría en una Región Administrativa Especial de China, donde se aplicaría la doctrina de Un país, dos sistemas, instaurada por Deng Xiaoping. Entre otros aspectos, la Declaración también estableció que debían permanecer inalterados los sistemas social y económico por un periodo de 50 años (1999-2049), gozar de un grado alto de autonomía y mantener inalteradas las leyes, excepto en el caso de los asuntos exteriores y de defensa, de los que se haría cargo el Gobierno Popular Central. Bajo el nombre de «Macao, China», Macao gozaría del derecho a suscribir acuerdos y convenios con Portugal y organizaciones internacionales para su propio desarrollo, la Asamblea Popular Nacional de China promulgaría una Ley Básica para la Región Administrativa Especial.